# جوزف واکر (فیلمبردار)
جوزف واکر (انگلیسی: Joseph Walker؛ ‏۲۲ اوت ۱۸۹۲ – ۱ اوت ۱۹۸۵) فیلم‌بردار اهل ایالات متحده آمریکا بود.

## فیلم‌شناسی
- قهرمان دانشکده (۱۹۲۷)
- تارزان و شیر زرین (۱۹۲۷)
- پرواز (۱۹۲۹)
- یک شب عشق (۱۹۳۴)
- در یک شب اتفاق افتاد (۱۹۳۴)
- آقای دیدز به شهر می‌رود (۱۹۳۶)
- تئودورا وحشی می‌شود (۱۹۳۶)
- حقیقت تلخ (۱۹۳۷)
- آقای اسمیت به واشینگتن می‌رود (۱۹۳۹)
- خواهر من آیلین (۱۹۴۲)
- داستان جولسون (۱۹۴۶)
- چشم‌وگوش‌بسته (۱۹۵۰)